# إشعار فعلي
الإشعار الفعلي (بالإنجليزية:Actual notice) هو مصطلح قانوني يستخدم في الإجراءات المدنية في أغلب الأحيان . ويرسل إشعار (عادة إلى المدعى عليه في دعوى مدنية ) بطريقة تعطي ضمانا قانونيا كافيا بأن المعرفة الفعلية بالمسألة قد نقلت إلى المتلقي . أي أن تسليم شيء إلى شخص ما فعليا يعتبر عادة الطريقة الأقل إثارة للجدل لإعطاء اشعارا فعليا .
قد يختلف الإشعار الفعلي مع الإشعار البناء وهي طريقة لتقديم اشعار قد لا يوجه انتباه الفرد الذي يقصد منه تلقي الإشعار إلى المسألة على الفور . ويشمل الإشعار البناء ضمن أساليب أخرى تقديم الخدمات إلى الوكيل أو فرد من أفراد العائلة والخدمة عن طريق النشر (على الباب الأمامي ) والخدمة عن طريق النشر (كما في الصحف ) .